# American Son (Marvel Comics)
American Son (рус. Американский сын) — сюжетная арка из пяти выпусков автора Джо Келли и художника Фила Хименеса, опубликованная издательством Marvel Comics июле-августе 2009 года. События происходят во время Тёмного правления и рассказывают о противостоянии Человека-паука и Нормана Озборна, а также о Гарри Озборне, который находится между двух огней . Кроме пяти выпусков основного сюжета — The Amazing Spider-Man #595-#599, включает в себя мини-серию из четырёх выпусков Amazing Spider-Man presents: American Son, события которой разворачиваются после осады Асгарда.

## Сюжет
Норман Озборн переживает карьерный рост. Страна считает его национальным героем, а Человек-паук в ужасе от того, что его заклятый враг стал кумиром миллионов. Гарри Озборн делает вид, что его не интересуют дела отца, а самому Питеру не удаётся привлечь Нормана к уголовной ответственности. Во время разговора с Росомахой, он винит себя в возвышении Нормана, и жалеет, что не убил его раньше и сейчас уже не уверен, чего он хочет больше: его смерти, или его ухода с поста лидера Тёмных Мстителей. Росомаха отговаривает Питера от каких-либо действий и советует дождаться, когда Озборн сам совершит ошибку. Норману удаётся настроить Гарри против Питера Паркера, подставив всё так, будто Человек-паук совершил на него покушение, и Гарри принимает предложения отца и хочет сделать всё, чтобы защитить свою семью.
Норман делает для Гарри броню «Американского сына» и обеспечивает ему членство в Тёмных Мстителях. Однако, выясняется, что единственная причина, почему Гарри присоединился к Мстителям, то то, что подруга Гарри, Лили, ждёт ребенка и Норман готов пожертвовать своим сыном во время битвы, чтобы получить симпатии правительства и рядовых граждан страны. На вопрос Человека-паука, как он может так поступать со своим сыном, Норман отвечает, что Гарри не единственный его сын. Лили рассказывает, что ребенок не от Гарри, а от Нормана, а сама она превращается в Угрозу. Норман никогда не был заинтересован в обеспечении светлого будущего Гарри, потому искал нового наследника. Во время битвы, Гарри побеждает Нормана и готовится убить его, но Человек-паук вспоминает слова Росомахи и не даёт своему лучшему другу стать убийцей. В эпилоге, Норман Озборн говорит Лили о их будущем ребенке, что его «брат» умер, и что маленький «гоблин принц» станет достойным его наследия.

## Коллекционные издания
| Название                                | Включенные выпуски                                                                                            | Дата        | ISBN            |
| --------------------------------------- | --- | ----------- | --------------- |
| Spider-Man: American Son                | переиздание Amazing Spider-Man #595-599, материалы из Amazing Spider-Man: Extra! #3 и American Son Sketchbook | март 2010   | ISBN 0785146873 |
| Amazing Spider-Man: The Osborn Identity | Spider-Man Presents: American Son #1-4 и материалы из Age Of Heroes #2                                        | ноябрь 2010 | ISBN 0785138706 |

## Рейтинги
The Amazing Spider-Man #595 получил of 8.8 баллов из 10 по версии сайта IGN, и 3 из 5 по версии Comic Book Resources. Следующий выпуск, The Amazing Spider-Man #596 был оценён IGN в 9.3/10., аThe Amazing Spider-Man #597 — 8.7 баллов из 10. The Amazing Spider-Man #598 получил 8.5/10 на IGN, и 3.0/5 на Comic Book Resources., и последний выпуск The Amazing Spider-Man #599 был оценён IGN в 8.2/ 10.